# Румбурзьке повстання

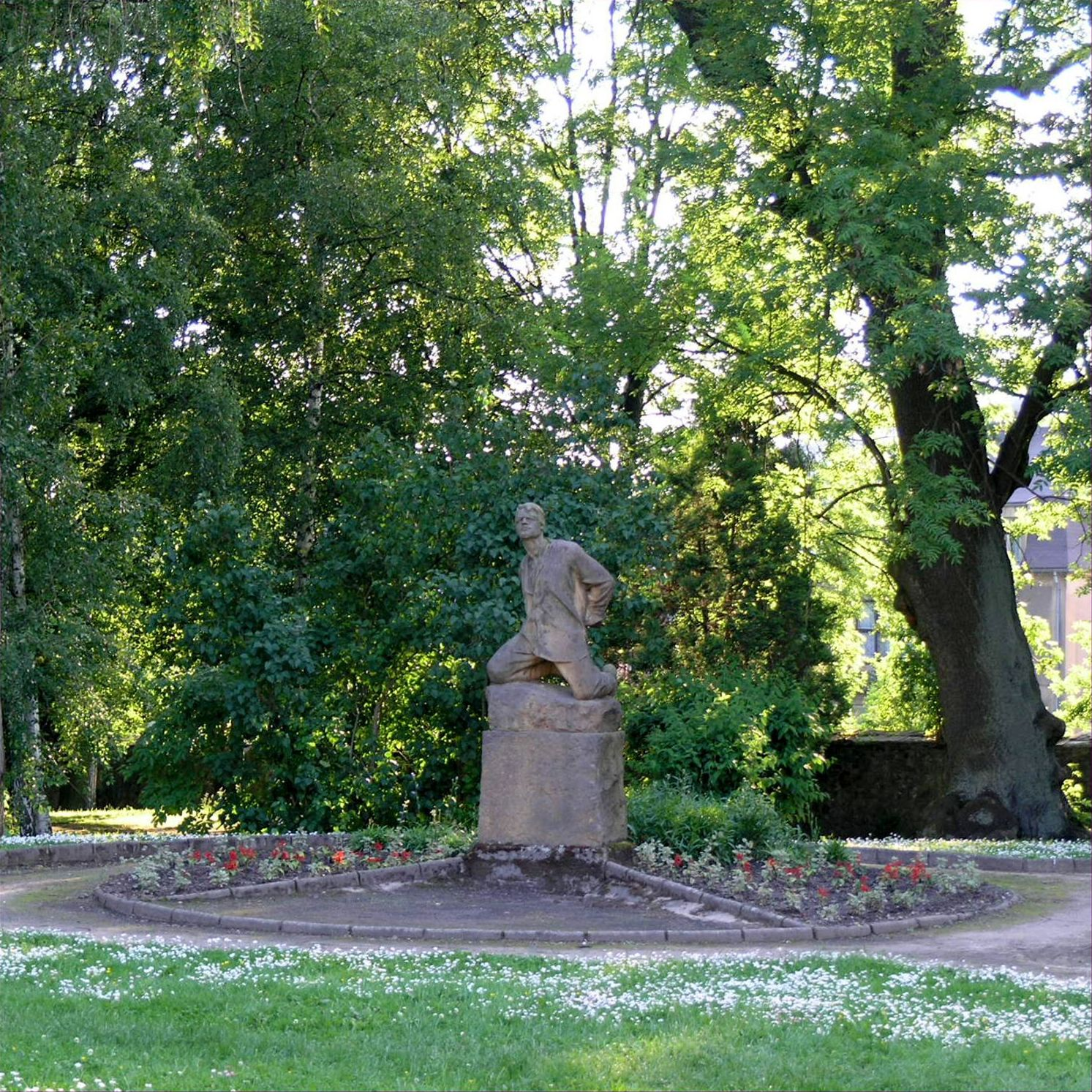
Пам'ятник Румбурзькому повстанню. Румбурк (Північна Чехія)

Румбурзьке повстання (чеськ. Rumburská vzpoura) — антивоєнний виступ чеських солдатів запасного батальйону 7-го полку австро-угорської армії, розміщеного в м. Румбурку (Північна Чехія), 21 травня 1918. Приводом до повстання, в основному, стало недостатнє постачання, невиплата грошового забезпечення та знущання німецьких офіцерів.

## Повстання
Ініціаторами виступу стали солдати, які повернулися на початку 1918 з російського полону, що стали свідками Жовтневої революції у Росії. Нелегальний комітет на чолі з Франтішеком Ногою мав намір, піднявши повстання та об'єднавшись із солдатами інших частин, а також цивільним населенням, рушити на Прагу.
Повстання почалося, перш ніж закінчилася його підготовка. Безпосереднім поштовхом до виступу став стихійний вибух обурення проти скорочення норми видачі хліба та позачергового відправлення на фронт маршової роти, до якого було включено багато членів нелегального комітету.
Заколот почався 21 травня 1918 о 6 годині ранку. Його організаторами були 65 осіб на чолі з Ф. Ногою, які відмовилися підкорятися своїм командирам. Поступово поповнюючи свої ряди, загальна кількість тих, хто приєднався, становило від 700 до 1000 осіб.
Хоча спалахнуло стихійне повстання, його лідери швидко встановили контакт із солдатами чеського 18-го піхотного полку в м. Градець-Кралове. Повсталі під керівництвом Ф. Ноги та С. Водічки заарештували офіцерів, захопили зброю, звільнили з в'язниці політичних в'язнів.
Повстання, що загрожує перерости в революцію, що назрівала на чеських землях. Повстанці першим зайняли місто Румбурк, а потім вирушили маршем до Нові-Бор, де були оточені та розбиті військами австро-угорської армії, що складаються, в основному, з чеськомовних солдатів, і жандармерією.
10 керівників Румбурцького повстання було розстріляно, понад 400 солдатів засуджено до різних термінів ув'язнення в казематах фортеці Терезін, звідки їх звільнила революція у жовтні 1918.
Румбуркське повстання поряд з іншими збройними виступами солдатів і матросів навесні-восени 1918 стало показником розпаду австро-угорської армії і найважливішим симптомом революції 1919, що наближається, на території Австро-Угорщини.

## Меморіали

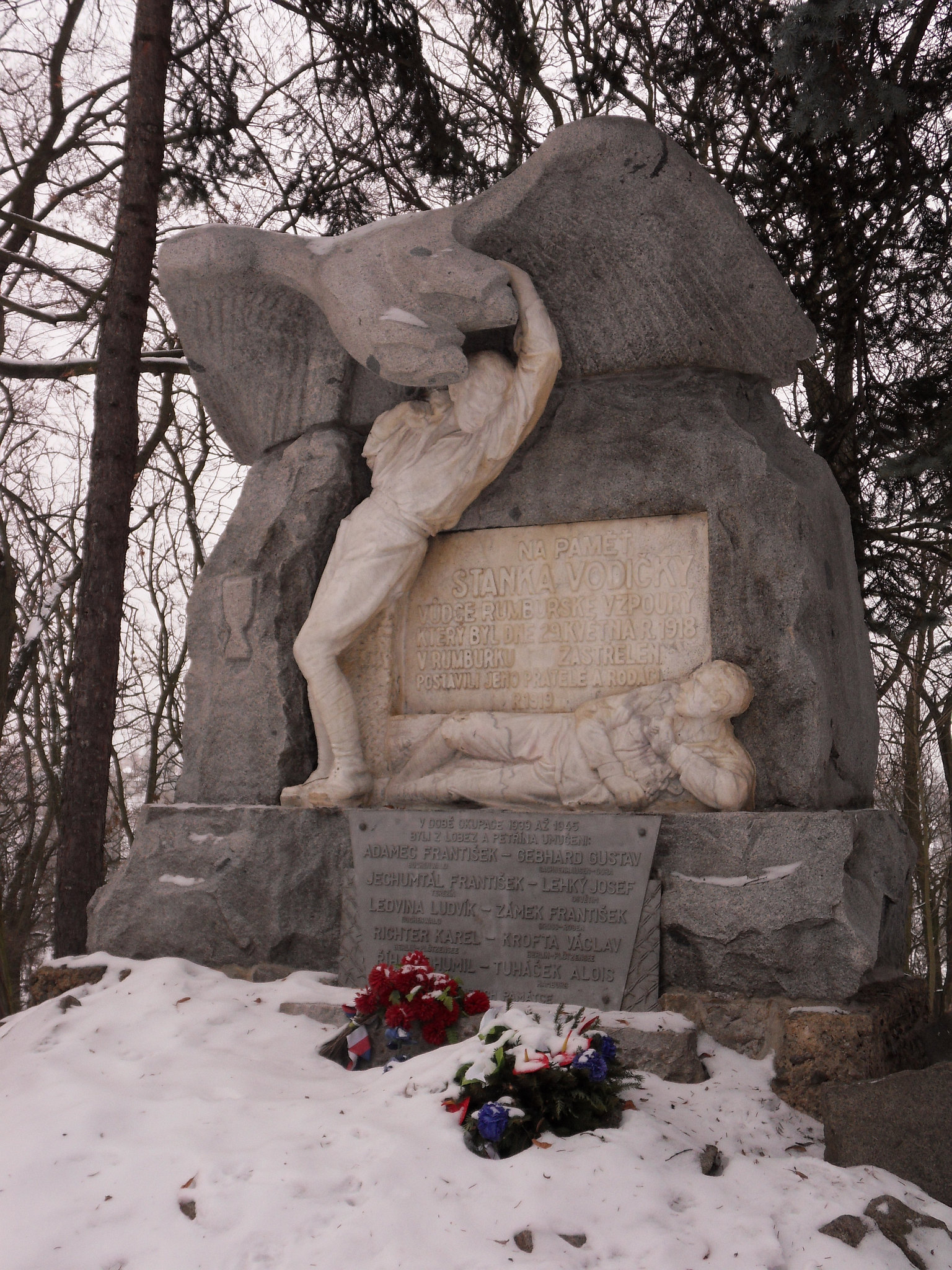
Меморіал С.Водічці, Пльзень
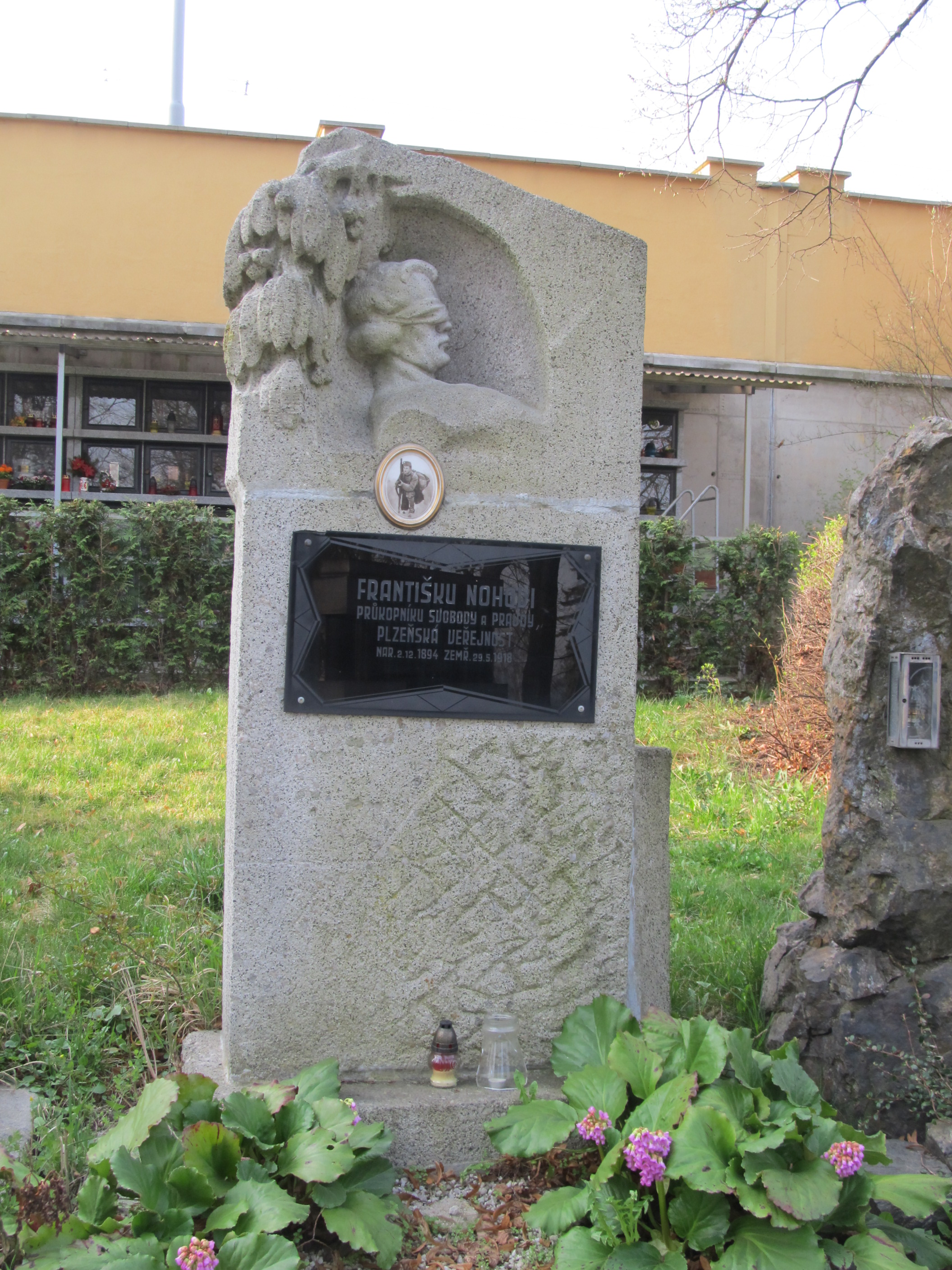
Могильна плита Франтішека Ноги, Пльзень
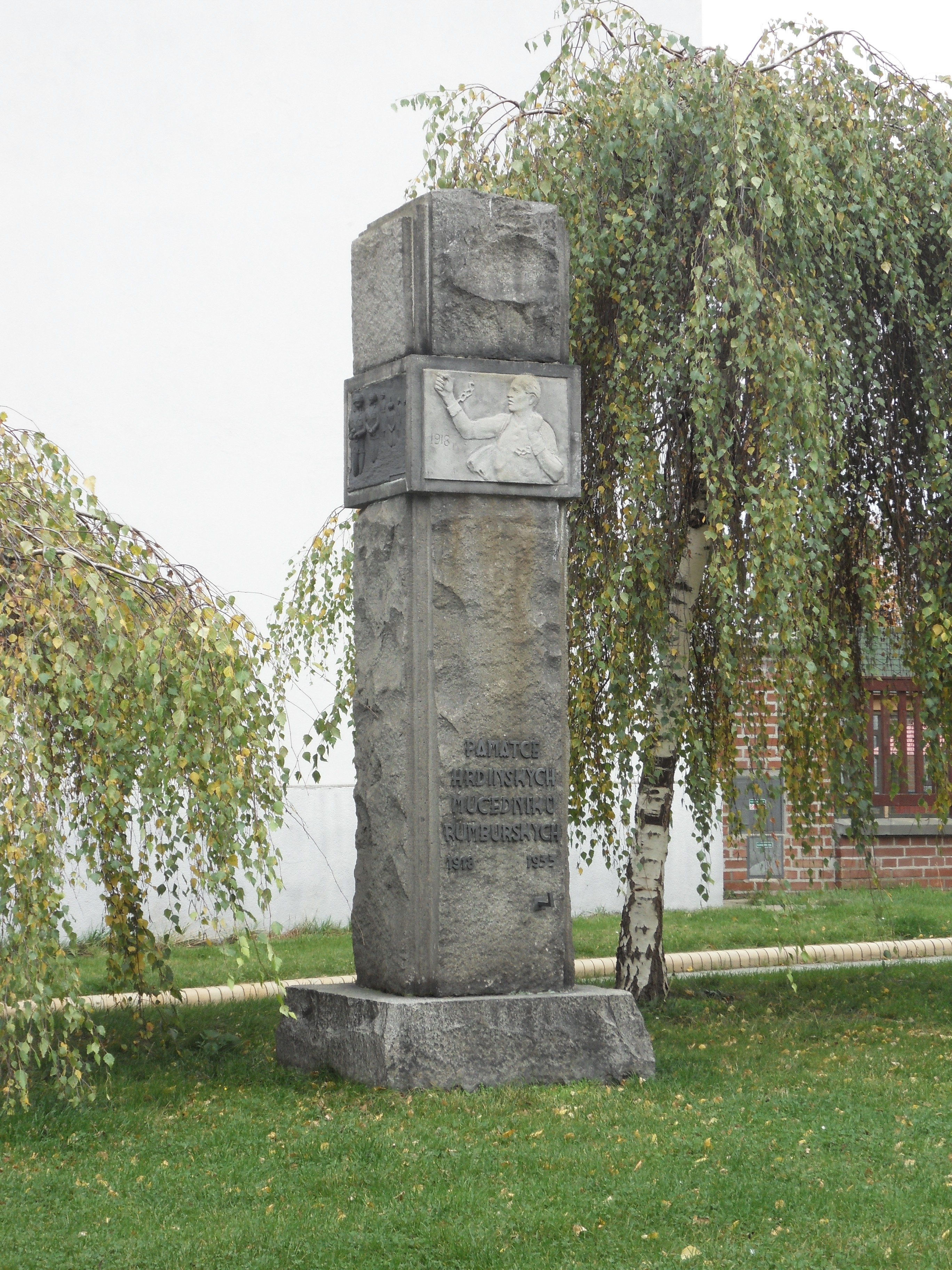
Монумент повстанцям, Пльзень
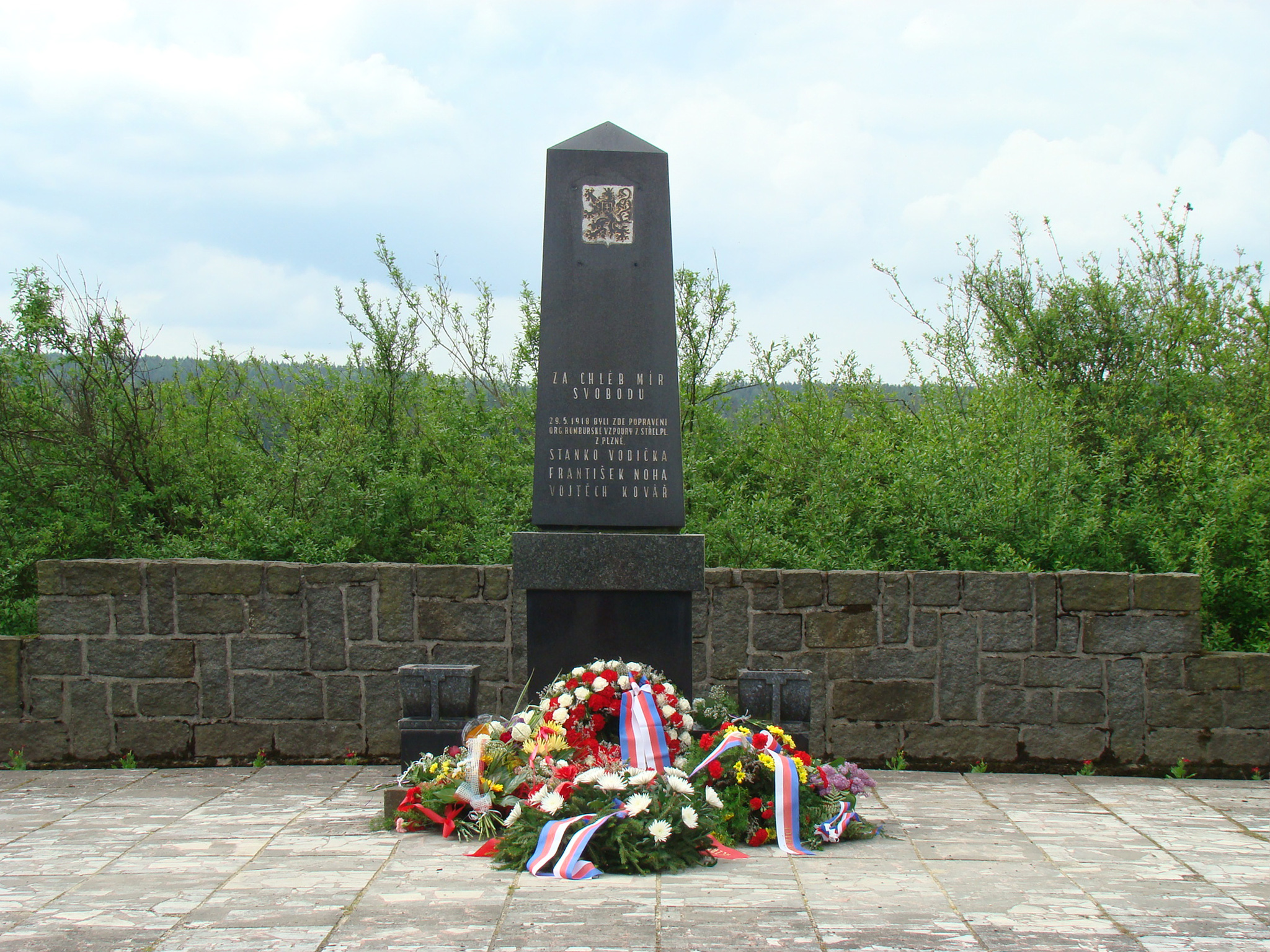
Монумент повстанцям, Румбурк
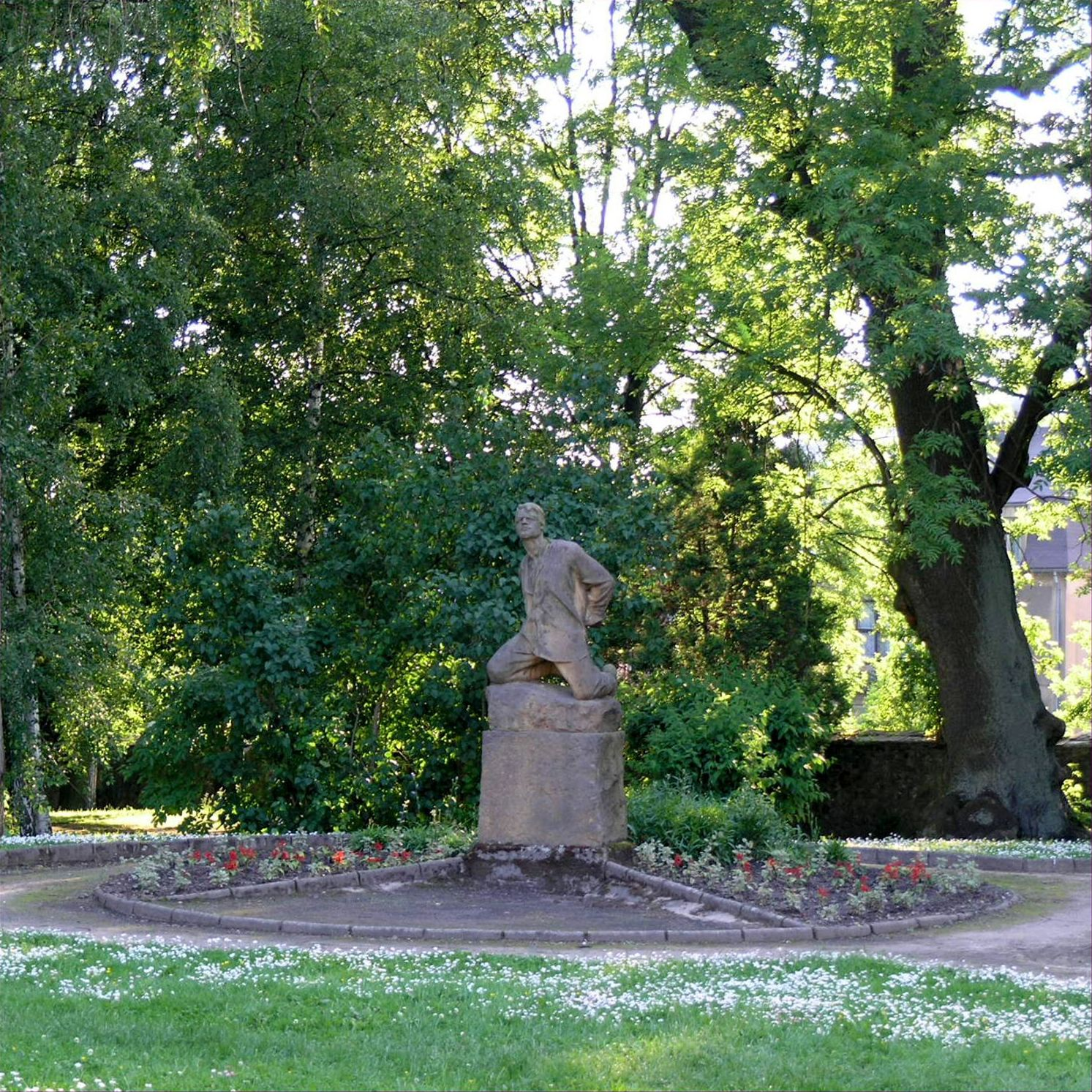
Монумент повстанцям, Румбурк